# Gigliola Aragozzini
Gigliola Aragozzini (Roma, 30 aprile 1978 – Roma, 5 luglio 2001) è stata un'attrice e showgirl italiana.

## Biografia
Figlia di Adriano Aragozzini, più volte organizzatore del Festival di Sanremo, mosse i primi passi nel mondo dello spettacolo partecipando come "ragazza sgabello" a Macao. Nel 1998, vincendo una selezione cui partecipavano oltre 700 candidate, venne scritturata per il ruolo della protagonista nel film Laura non c'è, ispirato alla nota canzone di Nek, accanto a Nicholas Rogers.
Morì nel 2001 di leucemia, all'età di 23 anni.

## Omaggi
Il 1º luglio 2002 la facoltà di Scienze della Comunicazione dell'Università La Sapienza di Roma le conferì la laurea alla memoria, segnalando la volontà con la quale la studentessa era riuscita, attraverso lo studio, ad affrontare i mesi più duri della sua malattia.